# Dialecte madelinot
Le dialecte madelinot est une variété du français exprimé aux Îles de la Madeleine.

## Origines
Le vocabulaire des francophones des Îles de la Madeleine témoigne de la présence originelle des Amérindiens, puis du passage des Basques et de la coexistence de francophones et d'anglophones, restreints à ce petit territoire. L'histoire des Îles est mêlée à celle de l'Acadie et le langage des Madelinots ressemble en plusieurs points à celui des Acadiens du Nouveau-Brunswick ou de la Nouvelle-Écosse. Plusieurs exodes vers la Côte-Nord ont eu pour effet de créer là-bas un ou plusieurs dialectes « cousins ».

### Les accents
Aussi, en plus d'avoir un accent madelinot, les localités des Îles ont développé différents accents, dont les plus remarquables sont ceux du Havre-Aubert, avec des « R » bien gras [ʀ], et du Havre-aux-Maisons, avec des «R» qui deviennent des «Y» [ʝ] et des «OU» [w] (dit-on peut-être à cause d'une ferveur anti-royaliste dans la région de France d'où sont venus les habitants de ce village). Une confusion du son «ON» /ɔ̃/ avec le son « AN » /ɑ̃/ serait à l'origine du toponyme « Millerand », étant de fait un canton de Bassin où le chemin parcourt un « mille rond ».

## Formation du lexique
Le vocabulaire madelinot offre quelques particularités intéressantes. En voici quelques-unes:
- La métathèse, par exemple : fatax (fantastique), sorbetchet (sobriquet), glère (léger)
- Les associations d’idées, par exemple : être à l’abandon (comme le bateau qui va à mât corne)
- L’emploi de suffixes descriptifs utilisés sur le modèle de mots du français standard, par exemple : collouse (coller + -ouse pour signifier affectueux)
- Le troncage ou l’agglutination, par exemple : la tique (l’attique), ou l’ampas (infection de la gorge chez le cheval)
- Les locutions et les circonlocutions, par exemple : se faire prêtre (devenir prêtre), ou faire la pêche (pêcher) [1]

## Glossaire
On peut regrouper les mots du dialecte selon différents catégories, anglicismes, expressions, faux amis, néologismes ou acadianismes, mais chaque mot risquerait souvent de tomber dans plus d'une catégorie. Voici une liste de mots madelinots placés en ordre alphabétique:
- une « baille » : une cuve.
- une « croxignole » : un beignet frit dans l'huile de phoque (loup marin)[2],[3],[4].
- les « Bassiniers » : les habitants de la localité de Bassin.
- « brocher » : tricoter.
- un « coque » : une mye.
- un « désordre » : un vacarme.
- un « djiggeur » : un hameçon à morue (de l'anglais jigger).
- une « douceur » : du sucre, une sucrerie.
- un « débaris » : glaces accumulées près du littoral.
- « écumer » : mourir d'envie.
- un « élan » : un bon laps de temps.
- une « échouerie » : une grande plage dunaire où venaient s'échouer les morses.
- un « fla » : une raie (poisson, de l'anglais flat).
- « godême » (comme interjection, substantif ou verbe) : (de l'anglais god damn) .
- un « loup-marin »: un phoque.
- un « machine » : un truc, un machin, un tel (en parlant de quelqu'un)
- un « magasin » : un cabanon, une remise.
- un « margot » : un fou de Bassan.
- une « saline » : une petite cabane de pêcheur servant à sécher le poisson.
- une « traille » : un bon laps de temps (de l'anglais trail).
- « washer » : éclabousser (de l'anglais to wash).

## Témoignages et documents
Le Frère Marie-Victorin dévoile quelques mots du dialecte madelinot dans son ouvrage paru en 1920, Croquis laurentiens, tels brochure, Bassiniers, coques, douceur, échouries. Sébastien Cyr va beaucoup plus loin avec son glossaire madelinot : Le sel des mots, publié en 1997. En 2013, un réseau social a été développé pour la communauté des Îles de la Madeleine pour promouvoir cette forme particulière du français.

### Auteurs madelinots
- Jean-François Gaudet (Le vent qui vente) : rédacteur de bandes dessinées.
- Cédric Landry : écrivain.
- Georges Langford : chansonnier.
- le groupe Suroît : chansonniers.